# Сейнт Томас (община)
Сейнт Томас е община в югоизточната част на Ямайка, с обща площ 742.8 км2 и население 91 604 души (2001). Главен град е Морант Бей.

## Личности
В Сейнт Томас е роден Пол Богъл, определен през 1969 г. за един от седемте национални герои на Ямайка. 
Морант Бей, неговият главен град и столица, е мястото на бунта в Морант Бей през 1865 г., на който Богъл е лидер.
Представителят Джордж Уилям Гордън, богат бизнесмен от смесена раса и политик от този район, е съден и екзекутиран през 1865 г. при военно положение по подозрение, че ръководи бунта. Губернаторът Ейр е принуден да подаде оставка поради спора около екзекуцията на Гордън и насилственото потушаване на бунта.

## География
Плажът Мегънс Бей е дълъг километър и половина, с форма на подкова, с чисто бял пясък. Списание „Нешънъл Джиографик“ класира Мегънс Бей сред най-красивите плажове в света.

## Расов състав
- 88,2 % – черни
- 7,6 % – азиатци
- 3,2 % – бели
- 1,0 % – други